# فرندل مبذول

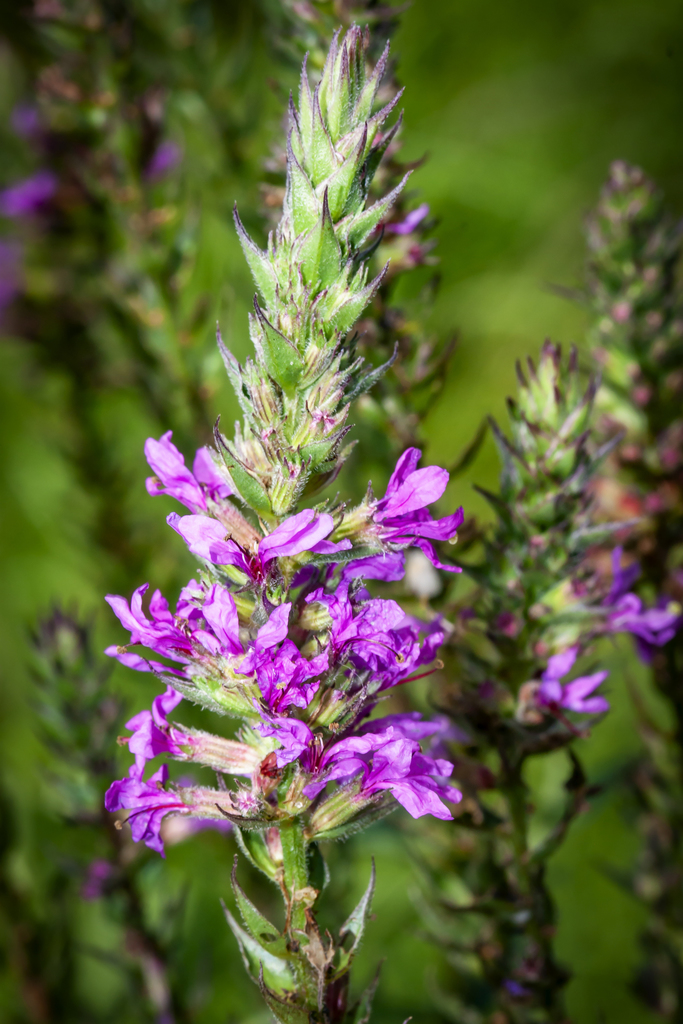

الفَرَندل المبذول  أو فرفول أو  دم الجريح هو نبات مزهر ينتمي إلى الفصيلة الحنائية. مهده هذه العشبة المعمر أورُبة وآسية وربما أُسترالية.